# Есенбаев, Мажит Тулеубекович
Мажит Тулеубекович Есенбаев (28 апреля 1949, Павлодар) — экс-аким Акмолинской области, кандидат экономических наук.

## Биография
Родился 28 апреля 1949 года в городе Павлодаре.
Окончил Казахский политехнический институт имени В. И. Ленина (1972), инженер-экономист. Работал по специальности в Институте экономики при Госплане республики, преподавал в институте.
Назначался на руководящие должности в государственных органах Карагандинской области, в разное время занимал должности начальника главной налоговой инспекции Министерства финансов, первого заместителя министра, председателя Государственного налогового комитета республики, председателя налогового комитета Министерства финансов Республики Казахстан, являлся акимом Карагандинской области.

### Хронология занятия должностей
С 1972 года — экономист Научно-исследовательского экономического института планирования и нормативов при Госплане КазССР.

С 1975 года — аспирант Совета по изучению производственных сил при Госплане СССР (Москва).

С 1979 года — младший научный сотрудник Научно-исследовательского экономического института планирования и нормативов при Госплане Казахской ССР.

С 1981 года — преподаватель, старший преподаватель, доцент, заведующий кафедрой марксистско-ленинской философии и политэкономии Карагандинского педагогического института.

С 1989 года — заместитель начальника Главного планово-экономического управления исполкома Карагандинского Совета народных депутатов.

С 1991 года — заместитель председателя исполкома Карагандинского областного Совета народных депутатов — председатель Комитета по экономике города Караганды.

С 1992 года — заместитель главы Карагандинской областной администрации — председатель Комитета по экономике и финансам города Караганды.

С 1994 года — начальник Главной налоговой инспекции Министерства финансов РК — первый заместитель министра финансов РК.

С 1996 года — председатель Государственного налогового комитета РК.

С марта по июль 1997 года — председатель Налогового комитета Министерства финансов РК.

С июля 1997 года — аким Карагандинской области.

С 1999 года — министр финансов РК.

С января по август 2002 года — министр экономики и торговли РК.

С августа 2002 года — министр индустрии и торговли РК.

С 2003 года — помощник Президента РК.

С 2004 по 2008 годы — аким Акмолинской области.

С 2008 — Председатель Агентства по защите конкуренции РК (Антимонопольное агентство).
С 2012 — Председатель Комитета таможенного контроля Министерства финансов РК

## Награды
- Орден «Парасат» (1999)
- Орден «Қазақстан Республикасының тұңғыш Президенті Н.Назарбаев» (2005)
- Почётный гражданин Караганды (19.01.2000)